# Мятеж шлюпки
«Мятеж шлюпки» (в др. переводе «Бунт спасательной лодки») (англ. The Lifeboat Mutiny) — рассказ классика фантастики Роберта Шекли.
Впервые был опубликован в сборнике «Паломничество на Землю» (Pilgrimage to Earth) в 1957 году. Рассказ из цикла про Грегора и Арнольда из «ААА-ПОПС» — Астронавтического антиэнтропийного агентства по оздоровлению природной среды.

## Сюжет
Двое друзей покупают у Джо Старьёвщика лодку для океанографических исследований на безлюдной планете. Однако при полной активизации блоков памяти лодка, сконструированная как спасательное судно, построенное во время войн двух ныне исчезнувших цивилизаций ящеров — дромов и хагенов, принимает своих пассажиров за двоих спасшихся дромов и, не установив связи с «главным флотом Дрома», отправляется на северный полюс с целью обеспечить пассажирам оптимальный для дромов полярный климат. Лодка кормит «спасённых» джизелом — субстанцией, похожей на глину с машинным маслом — и поддерживает оптимальную для дромов температуру −20°С. Попытки переубедить лодку оказываются безуспешными. Узнав, что вода являлась для дромов смертельным ядом, партнёры пьют её, инсценируя самоубийство; лодка «хоронит» «погибших героев Дрома» в море и направляется к полюсу «на соединение с флотом», а люди отправляются к своему кораблю.

## Разное
- В 1985 году был экранизирован в телеспектакле в 11-м выпуске программы «Этот фантастический мир» под названием «Случай с полковником Дарвином» на Центральном телевидении СССР. Сюжет сконцентрирован на погибшей в войне планете и подан с нравоучительной серьёзностью[1].